# Elachertus cicatricosus
Elachertus cicatricosus är en stekelart som först beskrevs av Girault 1915.  Elachertus cicatricosus ingår i släktet Elachertus och familjen finglanssteklar. Inga underarter finns listade i Catalogue of Life.